# Чорний Сергій Данилович
Сергій Данилович Чорний (24 січня 1874, с. Лебедин, нині Київська область — 11 лютого 1956, Курськ) — український астроном.

## Життєпис
Родився в селі Лебедин (нині Київська область). У 1897 закінчив Київський університет. З 1906 — приват-доцент Київського університету, в 1908—1915 — професор астрономії і директор обсерваторії Варшавського університету, в 1915—1923 — професор Ростовського університету, в 1923—1939 — професор астрономії і директор обсерваторії Київського університету. Останні роки життя працював в Курському педагогічному інституті.

## Наукова діяльність
Наукові праці відносяться до теоретичної астрономії і небесної механіки. Розробив оригінальні методи визначення орбіт комет і планет. У Варшаві і Києві провів ряди спостережень великих планет, комет, яскравих астероїдів, покриттів зірок Місяцем тощо. Розвинув теорію динамічної змінності β Ліри, займався дослідженням стійкості затемнюваних зірок, вільної нутації Землі та іншим.
Вів велику педагогічну роботу. Написав перший підручник з астрономії українською мовою.